# 克里斯蒂街 (曼哈顿)

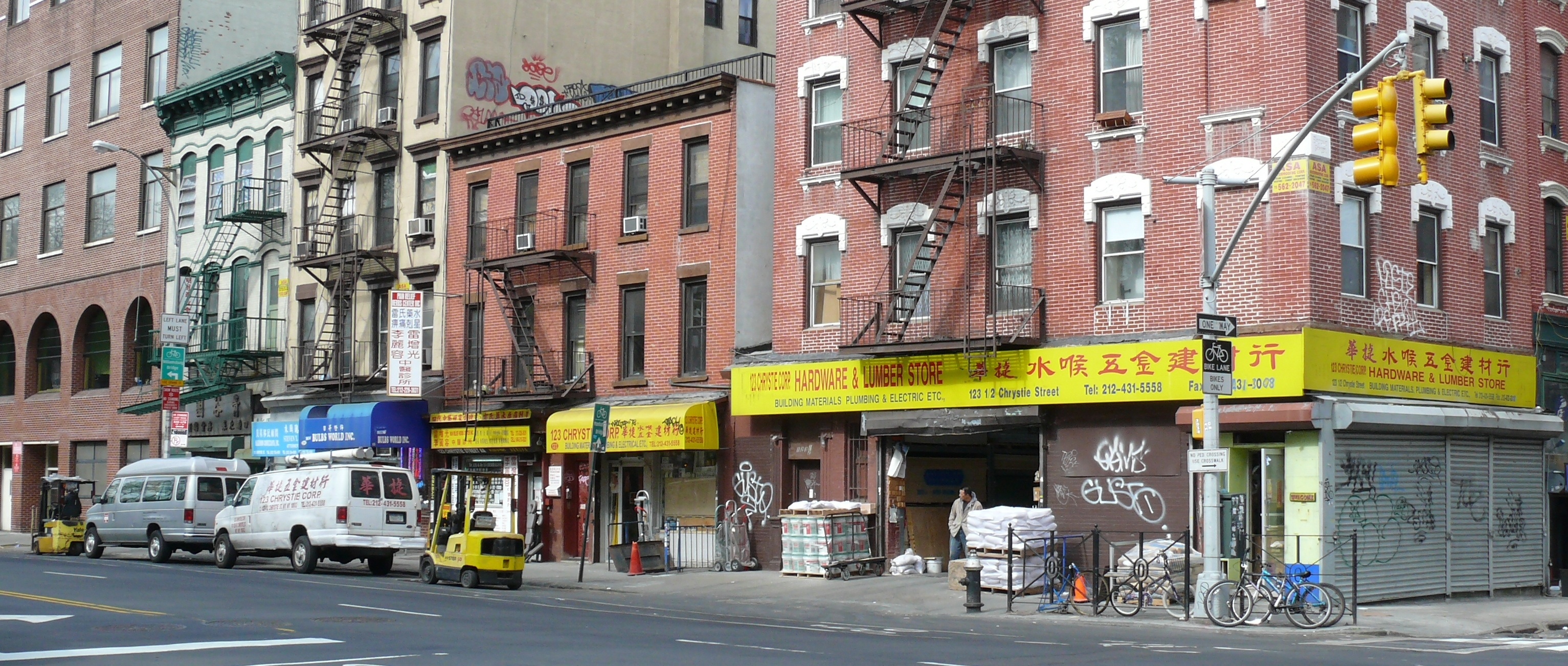
曼哈頓華埠裏的克里斯蒂街

克里斯蒂街，另譯企李士提街，是美國紐約州紐約市曼哈頓下東區華埠一條南北向街道。這條街是第二大道在豪斯頓街以南的延續，向南7個街區後止於運河街，其全線東側為薩拉·德拉諾·羅斯福公園。開辟公園時，街道東側包括3座小型猶太會堂在内的房屋均被夷為平地。
克里斯蒂街原名第一街（First Street），後於1817年改爲現名，以紀念1812年戰爭中在紐約尼亞加拉前綫陣亡的美國第13步兵團軍官、哥倫比亞學院1806届校友約翰·克里斯蒂中校。